# Yasniel Matos
Yasniel Matos (Ciudad de Moa, Holguín; 29 de marzo de 2002) es un futbolista cubano que actualmente milita cedido a préstamo en el club Xelajú Mario Camposeco de la Liga Nacional de Guatemala, se formó en las canteras del club Holguín, aunque fue fichado a temprana edad por el Municipal consolidándose en liga nacional. Se desempeña en la posición de extremo izquierdo.

## Clubes
| Club                              | País      | Año               |
| --------------------------------- | --------- | ----------------- |
| Holguín                           | Cuba      | 2020 - 2021       |
| Club Social y Deportivo Municipal | Guatemala | 2021 - 2023       |
| Xelajú Mario Camposeco            | Guatemala | 2024 - Actualidad |